# Feminist Majority Foundation
Feminist Majority Foundation (FMF) – amerykańska feministyczna organizacja pozarządowa.
Wśród jej głównych celów są równouprawnienie kobiet, działanie na rzecz praw reprodukcyjnych kobiet oraz przeciwdziałanie przemocy wobec kobiet. Siedziba organizacji mieści się w Arlington w Wirginii. Nazwa fundacji pochodzi od sondażu Newsweeka przeprowadzonego w 1986 roku przez Instytut Gallupa, który wykazał, że większość Amerykanek określa się jako feministki. Założycielka i prezes fundacji Eleanor Smeal wybrała tę nazwę, by rozpowszechniać informację, że wśród kobiet w Stanach Zjednoczonych większość stanowią feministki.